# Jasione laevis subsp. gredensis
Jasione laevis subsp. gredensis é uma subespécie de planta com flor pertencente à família Campanulaceae. 
A autoridade científica da subespécie é Rivas Mart. & Sancho, tendo sido publicada em Lazaroa 6: 181. 1984[1985].

## Portugal
Trata-se de uma subespécie presente no território português, nomeadamente em Portugal Continental.
Em termos de naturalidade é endémica da Península Ibérica.

## Protecção
Não se encontra protegida por legislação portuguesa ou da Comunidade Europeia.